# Skylark
Gli Skylark sono una band musicale milanese di genere power metal nata nel 1994 su idea del tastierista Eddy Antonini.

## Storia degli Skylark
Dall'album Wings in poi la band ha spostato il proprio genere musicale dal symphonic power metal degli album precedenti, verso generi come l'AOR e di influenza hard rock melodico.
Nel 2008 la band ha suonato a Shanghai con i Nightwish  e a Pechino insieme a Nightwish e Dream Theater.

## Formazione

### Formazione attuale
- Ashley - voce
- Roberto "Brodo" Potenti - basso e chitarra
- Eddy Antonini - pianoforte e tastiere

### Ex componenti
- Fabrizio "Pota" Romani - chitarra
- Federico Ria - batteria
- Carlos Cantatore - batteria
- Fabio Dozzo - voce
- Nico Tordini - chitarra
- Kiara Laetitia - voce
- Valeria - voce

## Discografia
Album in studio
- 1995 - The Horizon & The Storm
- 1997 - Dragon's Secret
- 1999 - Divine Gates part I: Gates of Hell
- 2000 - Divine Gates part II: Gates of Heaven
- 2002 - The Princess' Day
- 2004 - Wings
- 2005 - Fairytales
- 2007 - Divine Gates part III: The Last Gate
- 2012 - Twilights of Sand
- 2015 - The Storm Of Horizon

EP
- 1996 - Waiting for the Princess
- 1999 - Belzebù

Raccolte
- 1998 - After the Storm
- 2005 - In the Heart of the Princess)
- 2013 - Divine Gates Part V Chapter I: The Road To The Light
- 2014 - Eyes

Live
- 2009 - Divine Gates part IV: the Live Gate